# Pierre Labric
Pour les articles homonymes, voir Labric.
Pierre Labric, né le 30 juin 1921 à Conches-en-Ouche, est un organiste, concertiste, compositeur, improvisateur et pédagogue français.

## Biographie
Pierre Labric étudie l’orgue à Rouen avec Marcel Lanquetuit, puis au Conservatoire de Paris avec Marcel Dupré et Maurice Duruflé. En 1941, il obtient un prix d'honneur au concours d'orgue du conservatoire municipal de Rouen. Il obtient un Premier Prix en 1948, en même temps que Pierre Cochereau. Il approfondit ensuite son art auprès de Jeanne Demessieux dont il devient le suppléant à l’église de la Madeleine à Paris, et aussi un remarquable interprète de l’œuvre d’orgue. Subséquemment, il lui arrive de suppléer Pierre Cochereau aux grandes orgues de la cathédrale Notre-Dame de Paris.
En dépit de son immense talent, dont témoignent ses nombreux enregistrements, il n’a jamais été titulaire d’une tribune prestigieuse, se contentant de celle, fort modeste, de l'église Saint-Gervais de Rouen, d’où il se fera d’ailleurs exclure. Il est resté fidèle au superbe Cavaillé-Coll (1890) de l’abbaye Saint-Ouen de Rouen.

## Œuvres
- Communion, op. 8 (orgue).
- Hommage à Jeanne Demessieux (orgue). Paris : Durand, 1970.
  - Allegro
  - Largo
  - Fugue
- Deux Louanges à Notre-Dame des Roses (orgue) :
  - Arrivederci
  - Salve Mater

## Éditeur
- Franz Liszt : Funérailles. Transcription pour orgue de Jeanne Demessieux, réconstituée par Pierre Labric. Sampzon : Delatour France, 2011.

## Élèves
Parmi ses élèves figurent :
- Julien Bret, titulaire des grandes orgues de l'église Saint-Ambroise de Paris.
- Dominique Chevalier, titulaire de l'orgue de l'église Saint-Calixte à Lambersart (59).
- Marguerite de Jouvencel, organiste suppléante des grandes orgues de l'église Saint-Germain de Saint-Germain-en-Laye (78).
- Michael Matthes, titulaire des grandes orgues de l'église Saint-Germain-l'Auxerrois de Paris.
- Maxime Patel, organiste suppléant à l' église de la Sainte-Trinité de Paris de 1999 à 2011.

## Discographie
- Jeanne Demessieux : L'œuvre pour orgue
  - Te Deum op. 11, Répons pour le temps de Pâques, 12 Choral-Préludes op. 8, Triptyque op. 7, Prélude et Fugue en Ut op. 13, Sept Méditations sur le Saint-Esprit op. 6, Six Études op. 5. Pierre Labric : Hommage à Jeanne Demessieux. Enregistrés en juillet 1971 (Te Deum), décembre 1971 (Choral-Preludes, Répons), octobre 1972 (Méditations, Études), novembre 1972 (Triptyque, Prélude et Fugue) et avril 1974 (Hommage) à Saint-Ouen, Rouen et à Saint-Pierre, Angoulême (Six Études, Sept Méditations). Sigean : Solstice, 2017 ; 2 CD's.
- Jeanne Demessieux : Pièces pour orgue
  - 'Six Études op. 5, Méditations sur le Saint-Esprit op. 6 (Nos. 2 & 7), Triptyque op. 7, Attende Domine (Choral-Preludes op. 8), Te Deum op. 11. Pierre Labric : Hommage à Jeanne Demessieux (movt. 1). Enregistré en 1969 et 1972 à Notre-Dame de Paris. Sigean : Solstice, 2010 ; 1 CD.
- Franz Liszt : Pièces pour orgue
  - Prélude et fugue sur Bach, Fantaisie et fugue sur le choral « Ad nos », Funérailles (transcription de Jeanne Demessieux), Variations sur « Weinen, Klagen ». Enregistré en novembre 1973 et en avril 1974 à Saint-Ouen, Rouen. Sigean : Solstice, 2010 ; SOCD 264 ; 1 CD.
- Felix Mendelssohn : Les Six Sonates
  - Enregistré à Saint-Ouen, Rouen. Sigean : Solstice, 2015 ; SOCD 303 ; 1 CD.
- Eugène Reuchsel : Promenades en Provence
  - Nuages ensoleillés sur le cap Nègre, Le moulin d'Alphonse Daudet, La chartreuse de Montrieux au crépuscule, Jour de fête aux Saintes Marie-de-la-Mer, Profil de la porte d'Orange à Carpentras, Tambourinaires sur la place des Vieux Salins, Grandes orgues à Saint-Maximin, Visions à l'Abbaye de Sénanque. Enregistré entre 1970 et 1974 à Saint-Ouen, Rouen. Sigean : Solstice, 2013 ; SOCD 289 ; 1 CD.
- Camille Saint-Saëns : Six Préludes et 1Fugues
  - en plus :Eugène Gigout : Grand chœur dialogué (1881). Enregistré en 1973/74 à Saint-Ouen, Rouen. Sigean : Solstice, 2015 ;  SOCD 305 ;1 CD.
- Louis Vierne : Les Six Symphonies pour orgue
  - Enregistré en novembre 1969 et novembre 1970 à la basilique Saint-Sernin de Toulouse. Sigean : Solstice, 2011 ; SOCD 277/9 ; 3 CD's.
- Louis Vierne : Pièces en style libre, Les deux Messes, Triptyque
  - Enregistré à Saint-Ouen, Rouen. Sigean : Solstice, 2012 ;  SOCD 286/8 ; 3 CD's.
- Louis Vierne : Les Pièces de fantaisie
  - Enregistré à Saint-Ouen, Rouen. Sigean : Solstice, 2013 ; SOCD 290/1 ; 2 CD's.
- Œuvres de Louis Vierne et Charles-Marie Widor
  - Enregistré à Notre-Dame de Paris. Sigean : Solstice, 2013 ; SOCD 296 ; 1 CD.
- Charles-Marie Widor: Première et deuxième Symphonies
  - Enregistré en juillet, octobre et décembre 1971 à Saint-Ouen, Rouen. Sigean: Solstice, 2023. SOCD 403. 1 CD.
- Charles-Marie Widor: Troisième et Quatrième Symphonies
  - Enregistré en juillet, octobre et décembre 1971 à Saint-Ouen, Rouen. Sigean: Solstice, 2023. SOCD 405. 1 CD.
- Charles-Marie Widor: Cinquième et Sixième Symphonies
  - Enregistré en juillet, octobre et décembre 1971 à Saint-Ouen, Rouen. Sigean: Solstice, 2023. SOCD 396. 1 CD.
- Charles-Marie Widor: Septième et Huitième Symphonies
  - Enregistré en juillet, octobre et décembre 1971 à Saint-Ouen, Rouen. Sigean: Solstice, 2023. SOCD 407/8. 2 CD's.
- Charles-Marie Widor: Neuvième et Dixième Symphonies
  - Enregistré en juillet, octobre et décembre 1971 à Saint-Ouen, Rouen. Sigean: Solstice, 2023. SOCD 400. 1 CD.
- Pierre Labric: Concert d’Orgue No. 1
  - Henry Purcell : Trumpet Tune. Johann Sebastian Bach : Magnificat, BWV 733, Fantasia et Fuga in g, BWV 542. César Franck : Pastorale. Louis Vierne : Carillon de Westminster. Enregistré à Saint-Ouen, Rouen. Rouen: Grand Orgue. LCM 760110. 1 LP.
- Pierre Labric: Concert d’Orgue No. 2
  - Eugène Gigout : Grand chœur dialogué. Felix Mendelssohn : Sonate II. Louis Vierne : Trois Improvisations reconstituées par Maurice Duruflé. Albert Roussel : Prélude et fughetta. Franz Liszt : Prélude et fugue sur le nom de BACH, Adagio en ré bémol majeur. Enregistré en novembre 1973, avril et octobre 1973 à Saint-Ouen, Rouen. Rouen: Grand Orgue. RLM 770511. 1 LP.
- Enregistrements inédits
  - César Franck: Final. Johann Sebastian Bach : Préludes et fugues. Jean-Claude Touche: L'œuvre pour orgue (Pastorale, Scherzetto, Fugue, Elévation, Thème et variations sur Veni Creator). Jacques Ibert : Trois Pièces. Enregistré dans les années 1970 à Saint-Ouen, Rouen.